# Тензорезистор

Деформація тензорезистора. Значення опору показані умовно

Тензорези́стор (від лат. tensus — напружений і від лат. resisto — чинити опір) — резистор, електричний опір якого змінюється залежно від його деформації. В основі принципу роботи тензорезисторів лежить явище п'єзорезистивного ефекту. За допомогою тензорезисторів можна вимірювати деформації механічно пов'язаних з ними елементів. Тензорезистор є основною складовою частиною тензодатчиків, що застосовуються для непрямого вимірювання сили, тиску, ваги, механічних напружень тощо.

## Будова
Основою тензорезистора служить чутливий елемент, металевий чи напівпровідниковий, електричний опір якого змінюється пропорційно до механічного напруження на поверхні об'єкта дослідження.
Цей елемент виконується у вигляді решітки зазвичай з константанового сплаву і розташовується на підкладці з поліаміду або іншого матеріалу. Ззовні решітка покривається захисною плівкою. Для кріплення до поверхні об'єкта вимірювання переважно застосовується клей а при високих температурах — точкове приварювання підкладки, яка у цьому випадку є металевою.

## Принцип роботи
Принцип дії добре проілюстрований на картинці за одним невеликим зауваженням — в реальності зміни опору вельми малі і вимагають прецизійних підсилювачів або АЦП. Він полягає в зміні електричного опору провідників і напівпровідників при їх механічній деформації.

## Класифікація тензорезисторів

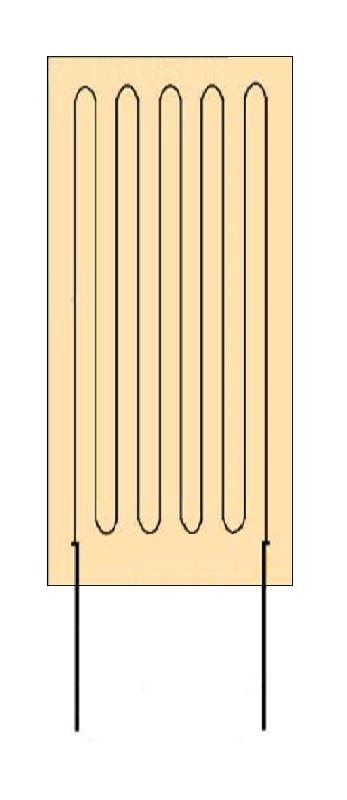
Одиничний дротовий тензорезистор

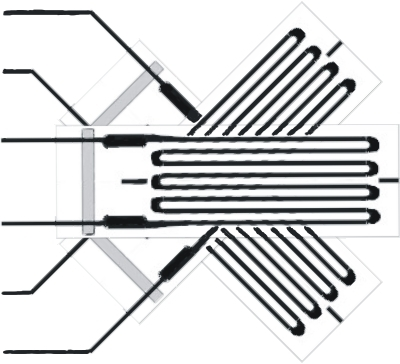
Потрійний фольговий тензорезистор

Тензорезисторна розетка

Мембранна тензорезисторна розетка

### За типом чутливого елемента
За типом чутливого елемента тензорезистори поділяються на фольгові, дротові й напівпровідникові.
У фольгових тензорезисторів чутливий елемент виготовляється з фольги товщиною декілька мікрон. Матеріал — сплав Ni-Cu або Ni-Cr. Ці датчики мають малі розміри і виготовлені методом фототравлення, що робить їх відносно недорогими. Ці тензорезистори є універсальними у використанні. Все це обумовлює їх масове застосування в різних областях вимірювань.
У дротових тензорезисторах  як чутливий елемент в них використовується дріт зі сплаву Ni-Cu або Ni-Cr, товщиною 13-25 мікрометрів. Так виготовляються тензорезистори на паперовій підкладці, спеціальні тензорезистори для бетону, тензорезистори на великі деформації і спеціальні тензорезистори для високих температур.
У напівпровідникових резисторах чутливий елемент виготовлений з монокристалу кремнію, коефіцієнт чутливості таких тензорезисторів — може досягати 90…200. Це робить їх придатними для вимірювання мікроскопічних деформацій і виробництва високочутливих датчиків. Можуть навіть працювати без додаткового підсилювача електричного сигналу. Однак цей тип тензорезисторів у значній мірі чутливий до температури, а також недостатню лінійність, що обмежує область їхнього застосування.

### За матеріалом підкладки
Характеристики матеріалу підкладки повинні відповідати характеристикам чутливого елемента. Зазвичай, для підкладки використовують поліамід, папір, фенол-формальдегідні матеріали та інші типи полімерів. Високотемпературні тензорезистори мають керамічну підкладку. Для тензорезисторів, що приварюються як матеріал підкладки використовуються такі хромо-нікелеві сплави як Inconel 600 (ХН60ВТ).

### За величиною бази вимірювання
За величиною бази вимірювання (довжиною чутливого елемента) тензорезистори бувають:
- для вимірювань на більшості металевих матеріалів, найбільше придатні тензорезистори з базою 1…6 мм;
- для вимірювань середніх за величиною деформацій на бетоні чи деревині, структура яких у значній мірі є різнорідною, застосовуються тензорезистори з довжиною решітки 30…120 мм;
- для склопластиків використовуються тензорезистори з базою 5…30 мм, у залежності від товщини волокон та відстані між ними. Якщо товщина волокон є малою, використовують тензорезистори з базою меншою від 5 мм;
- якщо вимірювання проводяться в обмеженій зоні чи в точці концентрації напружень, то слід застосовувати малобазні тензорезистори (до 1 мм). Якщо ж використовувати довшу базу, вимірювання дадуть усереднене значення деформації, а пікові значення не будуть виміряні.

### За числом чутливих елементів та їх геометричною конфігурацією
Тензорезистори випускаються з різною геометричною конфігурацією чутливих елементів:
- одиничний — базова конфігурація тензорезисторів, чутливість яких спрямована уздовж поздовжньої осі решітки. При відомому напрямі деформацій, одиничний тензорезистор наклеюється відповідно до цього напряму;
- у подвійних тензорезисторах решітки зорієнтовані уздовж двох осей, розташованих під прямим кутом, і використовується для багато осьового вимірювання деформацій (напружень) або у датчиках, що працюють на просте стискання. Також вони використовуються для вимірювання деформацій зсуву і в датчиках крутного моменту.

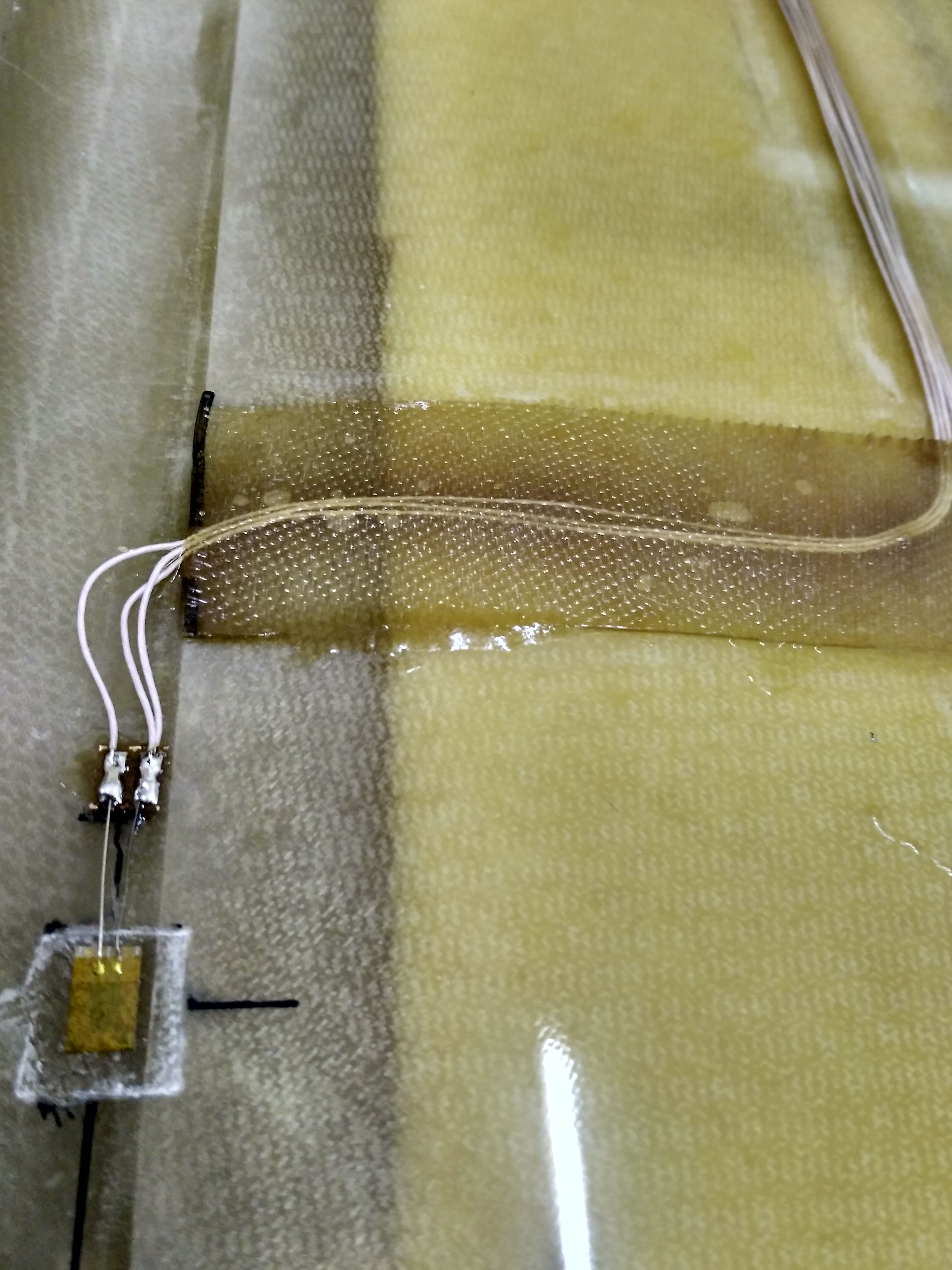
Лінійний тензорезистор з фрагментом траси з'є́днувальних дротів

- Лінійний тензорезистор з фрагментом траси    з'є́днувальних дротівпотрійні тензорезистори (розетки) використовуються у випадку, коли напрям деформації є невідомим і є потреба проведення аналізу напряму деформації;

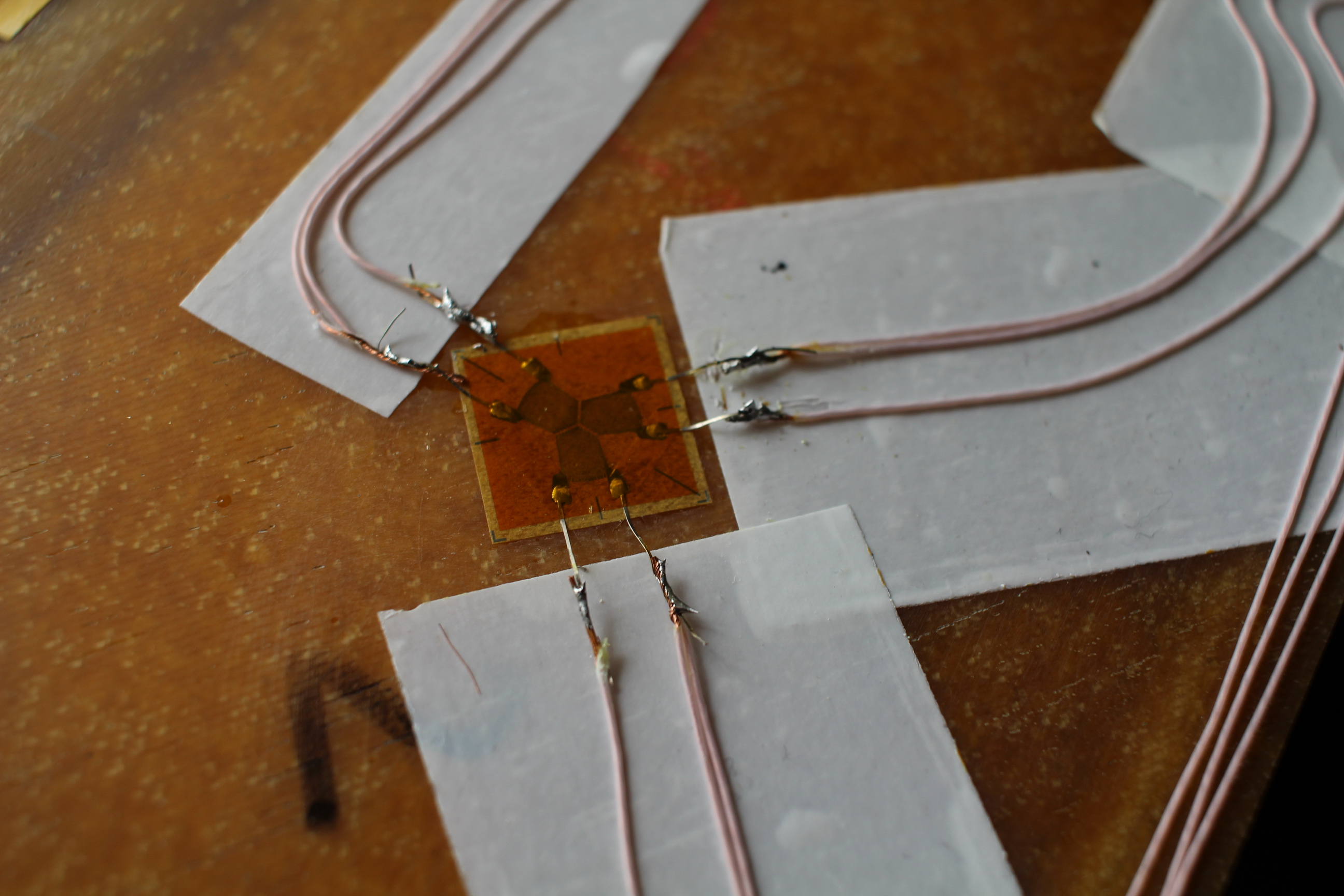
Підключений розеточний тензорезистор на фрагменті вертолітної лопаті

- Підключений розеточний тензорезистор на фрагменті вертолітної лопатідля проведення спеціалізованих вимірювань використовують особливі конфігурації тензорезисторів, включно з тензорезисторами для вимірювання концентрації напружень, у яких 5 решіток розташовані на одній осі й тензорезистори, стійкі до впливу змінних магнітних полів, дві решітки яких розташовані точно одна над одною або мембранні тензорезисторні розетки.

### За величиною електричного опору
120 Ом є стандартним для тензорезисторів, які випускаються у найбільшому асортименті при мінімальній ціні.
Використання тензорезисторів з відмінним від 120 Ом опором, може бути доцільним у наступних випадках:
- 60 Ом — для випадку сумісного використання двох тензорезисторів з метою корекції похибки наклеювання;
- 350…500 Ом — датчики, зазвичай, потребують порівняно великої напруги живлення мостів. Також, коли потрібно зменшити вплив температурного ефекту при наклейці на матеріали з низькою теплопровідністю, наприклад, пластик;
- 1 кОм і вище — за вимогою датчиків до підвищеного напруги живлення. Також, коли апаратура для роботи з тензорезисторами вимагає низького енергоспоживання;
- 10 кОм (напівпровідникові) — для високошвидкісних вимірювань, таких як удар без використання підсилювача електричного сигналу.